# Chiến dịch Bougainville
Chiến dịch Bougainville là một chuỗi những trận đánh trên bộ và trên biển giữa lực lượng Đồng Minh và quân đội Đế quốc Nhật Bản tại Thái Bình Dương trong Chiến tranh Thế giới thứ hai. Nó là một phần của Chiến dịch Cartwheel, chiến dịch mang tính chiến lược lớn của quân đội Đồng Minh ở Nam Thái Bình Dương. Chiến dịch này được tiến hành ở Bougainville, một hòn đảo lớn nằm ở phía bắc Quần đảo Solomons, và được chia thành hai giai đoạn. Giai đoạn đầu tiên, quân đội Hoa Kỳ sẽ đổ bộ và thiết lập một phòng tuyến vững chắc tại đầu cầu đổ bộ ở Torokina từ tháng 11 năm 1943 tới tháng 11 năm 1944.
Giai đoạn hai, quân đội Úc sẽ mở các chiến dịch tấn công, tiêu diệt các ổ đề kháng Nhật từ tháng 11 năm 1945 đến tháng 8 năm 1945, thời điểm người lính Nhật trên hòn đảo đầu hàng. Người Úc đã tiến công tới Bán đảo Bonis ở phía bắc và thành trì chính của Nhật Bản xung quanh Buin ở phía nam; và chiến tranh đã kết thúc trước khi hai khu vực này được người Úc tổ chức tấn công đánh chiếm.